# Hipismo nos Jogos Pan-Americanos de 2011 - Saltos por equipes
A competição de saltos por equipes foi um dos eventos do hipismo nos Jogos Pan-Americanos de 2011 em Guadalajara. Foi disputada no Guadalajara Country Club nos dias 26 e 27 de outubro.

## Calendário
Horário local (UTC-6).
| Data          | Horário | Fase                  |
| ------------- | ------- | --------------------- |
| 26 de outubro | 14:00   | Primeira rodada       |
| 27 de outubro | 10:00   | Segunda rodada        |
| 27 de outubro | 14:00   | Terceira rodada Final |

## Medalhistas
|  | USA Estados Unidos |  | BRA Brasil |  | MEX México |
|  | Kent Farrington (Uceko) Elisabeth Madden (Coral Reef Via Volo) Cristine McCrea (Romantovich Take One) McLain Ward (Antares F) |  | Bernardo Alves (Bridgit) Karina Johannpeter (SRF Dragonfly de Joter) Álvaro de Miranda Neto (AD Norson) Rodrigo Pessoa (HH Ashley) |  | Enrique González (Criptonite) Antonio Maurer (Callao) Alberto Michán (Rosalía la Silla) Daniel Michán (Ragna T) |

## Resultados
| Pos.              | Equipe                                                                             | Cavalos                                                                  | 1ª rodada                     | 2ª rodada      | 3ª rodada      | Total |
| ----------------- | ---------------------------------------------------------------------------------- | ------------------------------------------------------------------------ | ----------------------------- | -------------- | -------------- | ----- |
| Medalha de ouro   | USA Estados Unidos McLain Ward Christine McCrea Kent Farrington Beezie Madden      | Antares F Romantovich Take One Uceko Coral Reef Via Volo                 | 2.90 2.02 0.88 3.90 0         | 0              | 0              | 2.90  |
| Medalha de prata  | BRA Brasil Rodrigo Pessoa Karina Johannpeter Bernardo Alves Álvaro de Miranda Neto | HH Ashley SRF Dragonfly de Joter Bridgit Ad Norson                       | 7.58 2.87 5.52 2.09 2.62      | 0              | 4 0 4 0 8      | 11.58 |
| Medalha de bronze | MEX México Enrique González Daniel Michán Antonio Maurer Alberto Michán            | Criptonite Ragna T Callao Rosalia La Silla                               | 3.24 5.17 0.98 1.28           | 8 4 13 4 0     | 2 4 1 0 1      | 13.24 |
| 4                 | CAN Canadá Eric Lamaze Jonathan Asselin Gillian Hanselwood Ian Millar              | Coriana V Klapscheut Showgirl George Star Power                          | 12.92 3.03 6.10 7.61 3.79     | 5 4 1 8 0      | 4 0            | 21.92 |
| 5                 | CHI Chile Samuel Parot Rodrigo Carrasco Carlos Morstadt Tomás Couve                | Al Calypso Or De La Charboniere Talento Arc en Ciel de Muze              | 14.52 4.00 5.65 6.01 4.87     | 16 8 0         | 2 1 0 4 1      | 32.52 |
| 6                 | ARG Argentina Martín Dopazo Ricardo Dircie Matías Albarracín José Larocca          | Chicago Z LLavaneras H.J. Aries P'Compadre Bally Cullen Maid Royal Power | 9.61 4.26 6.81 3.86 1.49      | 30 20 13 4     | 13 8 5 0 10    | 52.61 |
| 7                 | COL Colômbia Rodrigo Díaz Daniel Bluman John Pérez Roberto Terán                   | Celesta Sancha LS Utopia Denver                                          | 16.19 5.02 5.63 5.54 5.82     | 28 20 4 24     | 12 4 0 8       | 56.19 |
| 8                 | VEN Venezuela Andrés Rodríguez Ángel Karolyi Noel Vanososte Pablo Barrios          | Beaufort Van Han Lind James T Kirk Conrad D G&C Quick Star               | 14.07 5.83 5.89 5.02 3.22     | 16 0 8 0       | 40 16 12 16 12 | 70.07 |
| 9                 | GUA Guatemala Álvaro Tejada Eduardo Castillo Juan Andrés Rodríguez Juan Pivaral    | Voltaral Palo Blanco Carland VDL Empire Valencia                         | 28.39 12.49 7.37 18.80 8.53   | 38 12 17 13    | 12 4 6 4       | 78.39 |
| 10                | ECU Equador Diego Vivero Rubén Rodríguez Luis Barreiro Pablo Andrade               | Neypal Du Plant True Love Santa Monica Silverado Wokina                  | 25.61 10.82 8.81 5.98 11.59   | 27 0 13 9 5    | 33 DNS 20 8 5  | 85.61 |
| 11                | URU Uruguai Carlos Cola Martín Rodríguez Marcelo Chirico Federico Daners           | Don Quijote Cointreau Z Omanie du Landais Chicolas                       | 34.28 15.44 11.55 7.29 38.80  | 31 17 5 9 DNS  | 31 9 6 16 DNS  | 96.28 |
| 12                | PER Peru Jenefer Teague María Gastañeta Alonso Valdez Michelle Navarro Grau        | Tlapli L.S. Gabriel United III Tibetano                                  | 39.15 15.70 12.32 38.80 11.13 | 42 14 8 DNS 29 | —              | —     |

Legenda
| Recorde mundial                  | Recorde mundial (World record)               |                       | Recorde africano                      | Recorde africano (African) |                                           | Q | Classificado por posição (Qualified) |
| Recorde dos Jogos Pan-Americanos | Recorde pan-americano (Pan-American record)  | Recorde da América    | Recorde da América (Americas)         | q                          | Classificado por melhor tempo (Qualified) |   |                                      |
| Melhor marca do ano              | Melhor marca do ano (World leading)          | Recorde asiático      | Recorde asiático (Asian)              | DNS                        | Não largou (Did not start)                |   |                                      |
| Recorde nacional                 | Recorde nacional (National record)           | Recorde europeu       | Recorde europeu (European)            | DNF                        | Não terminou (Did not finish)             |   |                                      |
| Recorde pessoal                  | Recorde pessoal do atleta (Personal best)    | Recorde da Oceania    | Recorde da Oceania (Oceania)          | DSQ / DQ                   | Desclassificado (Disqualified)            |   |                                      |
| Recorde da temporada             | Recorde da temporada do atleta (Season best) | Recorde sul-americano | Recorde sul-americano (South America) | NM                         | Sem marca (No mark)                       |   |                                      |